# Stig Dingertz
Stig Fredrik Dingertz, född 6 maj 1926 i Tyskland, död 20 maj 2025, var en svensk civilingenjör och landstingspolitiker (moderat). Civilingenjör med skeppsbyggnadsinriktning från Kungliga Tekniska högskolan. Reservofficer i flottan (kapten) med examen från Kungliga Sjökrigsskolan 1950.
Stig Dingertz tjänstgjorde vid Marinförvaltningen och han gjorde en civil karriär i oljebranschen inom bygg- och driftområdena.
Inom politiken hade Stig Dingertz ett antal uppdrag för moderata samlingspartiet. Han var ledamot av Stockholms läns landsting 1968–1991, trafiklandstingsråd 1986–1988 och oppositionslandstingsråd 1989–1991. Under perioden 1965–1998 var Dingertz även ledamot av Stockholms stadsfullmäktige.
Stig Dingertz var mycket engagerad i frågor som rör Stockholms skärgård, särskilt inom trafikområdet. Han var under åren 1991–2006 ordförande i Skärgårdens Trafikantförening. Dingertz hade även uppdrag för Föreningen stiftelsen skärgårdsbåten och han var ledamot i styrelsen för Skärgårdsstiftelsen i Stockholms län. Dingertz var en drivande kraft bakom Tvärbanans tillkomst samt återinrättandet av Djurgårdslinjen.
Stig Dingertz var en av de drivande krafterna bakom Leksaksmuseet i Stockholm.